# Cypr na Zimowych Igrzyskach Olimpijskich 1992
Cypr na Zimowych Igrzyskach Olimpijskich 1992 w Albertville reprezentowało czworo zawodników.

## Narciarstwo alpejskie
Mężczyźni
| Zawodnik            | Konkurencja | Konkurencja | Konkurencja       | Konkurencja       | Konkurencja   | Konkurencja   | Konkurencja       | Konkurencja       | Konkurencja      | Konkurencja      |
| Zawodnik            | Supergigant | Supergigant | Slalom gigant     | Slalom gigant     | Slalom gigant | Slalom gigant | Slalom specjalny  | Slalom specjalny  | Slalom specjalny | Slalom specjalny |
| Zawodnik            | Czas        | Pozycja     | Czas 1. przejazdu | Czas 2. przejazdu | Czas łączny   | Pozycje       | Czas 1. przejazdu | Czas 2. przejazdu | Czas łączny      | Pozycja          |
| ------------------- | ----------- | ----------- | ----------------- | ----------------- | ------------- | ------------- | ----------------- | ----------------- | ---------------- | ---------------- |
| Sokratis Aristodimu | 1:30,13     | 80.         | 1:25,03           | 1:23,13           | 2:48,16       | 76.           | 1:12,68           | 1:11,21           | 2:23,89          | 47.              |
| Alechis Fotiadis    | 1:30,31     | 81.         | 1:22,01           | 1:17,98           | 2:39,99       | 61.           | 1:07,10           | 1:07,66           | 2:14,76          | 44.              |
| Andreas Wasili      | 1:32,78     | 84.         | 1:22,86           | 1:23,40           | 2:46,26       | 69.           | 1:11,97           | 1:34,70           | 2:46,67          | 55.              |

Kobiety
| Zawodniczka      | Konkurencja       | Konkurencja       | Konkurencja   | Konkurencja   | Konkurencja       | Konkurencja       | Konkurencja      | Konkurencja      |
| Zawodniczka      | Slalom gigant     | Slalom gigant     | Slalom gigant | Slalom gigant | Slalom specjalny  | Slalom specjalny  | Slalom specjalny | Slalom specjalny |
| Zawodniczka      | Czas 1. przejazdu | Czas 2. przejazdu | Czas łączny   | Pozycja       | Czas 1. przejazdu | Czas 2. przejazdu | Czas łączny      | Pozycja          |
| ---------------- | ----------------- | ----------------- | ------------- | ------------- | ----------------- | ----------------- | ---------------- | ---------------- |
| Karolina Fotiadu | 1:28,66           | 1:28,48           | 2:57,14       | 39.           | 1:06,13           | 58,06             | 2:04,19          | 35.              |